# Дуљеби
Дуљеби (рус. Дулебы, укр. Дуліби) су били племе старих Словена које је највероватније између 6. и 10. века насељавало област око реке Западни Буг (у Волинији). Веома мало се зна о њима, а главни извор података је Повест минулих лета. Према другим средњовековним изворима поред западне Волиније, насељавали су и данашњу јужну Чешку и област око средњег тока Дунава (у централној Мађарској) и између језера Балатон (или Блатног језера) и река Муре (притоке Драве) и Драве. Између Блатног језера, Дунава и Драве су створили Балатонску кнежевину са средиштем у граду Блатнограду, која је у време владавине кнеза Коцеља обухватала и источну Славонију и Срем.
У Повести минулих лета је наведено да су они племе које је раније живело око реке Буг (Западни Буг), тамо где су касније живели Бужани (који су се почели звати Волињани).
Према Повести минулих лета, Дуљеби су тешко пострадали након најезде Авара крајем 6. и почетком 7. века.
„Си же Обри воеваху на Словенах и примучиша Дуљеби, сушча Словени, и насиље творјаху женама дуљебским, ашче појахати будјаше Обрину, не дадјаше впрјашчи коња ни вола, но велјаше впрјашчи 3 ли 4 ли 5 жени в тељагу и повести Обрјана и тако мучаху Дуљеби. Биша бо Обрја тјелом велици и умом горди, и Бог потреби ја, помроша вси и не остасја ни един Обрин; ест притча на Руси и до сего дне; погибоша аки Обри, их же њест племени ни насљедка”
Дуљеби су 907. године под командом кнеза Олега учествовали у опсади Цариграда. Дуљеби и њихов владар су поменути у радовима арапског географа Ал-Масудија.
Изгледа да се дуљебски племенски савез распао у 10. веку. и да су остаци Дуљеба учествовали у формирању Волињана и Бужана, убрзо затим постали су део Кијевске Русије.
Према Шимону Ондрушу име им је словенског порекла и изведено је од речи дудл-еб са значењем житељ долине, низије.